# Grupo Mobi Cine
O Grupo Mobi Cine é uma empresa privada brasileira, que atua no mercado de exibição cinematográfica. Está presente em oito cidades de seis estados localizados em quase todas as regiões do país, exceção da Região Sul. Seu parque exibidor é composto atualmente por nove complexos e 21 salas, média de 2,63 salas por complexo. Suas 2 484 poltronas perfazem uma média de 118,29 assentos por sala.
Possui exclusividade em seu raio de atuação, por ser o único exibidor na maioria das cidades onde atua. Sediada na cidade de Araguaína, Tocantins, forma ao lado do Cine Laser, sediada em Vilhena e do Cine Milani, de Ji-Paraná (ambas em Rondônia), as únicas redes brasileiras de cinema com sede na Região Norte.

## História
A empresa surgiu em 2010, com a inauguração do Top Cine Araguaína, nas instalações do Moreira Shopping daquela cidade do interior do estado do Tocantins, detentor de duas salas. Naquela ocasião, estava sendo reaberto um complexo antes explorado pela extinta rede Cine Blue, que encerrara as atividades em junho de 2008, deixando a cidade sem acesso à sétima arte. Esta primeira unidade funcionou no mesmo local até março de 2017, quando se transferiu para o novo Neblina Shopping, desta vez com três salas de cinema.
Nos seis anos seguintes, foi esta a única opção cinematográfica no interior do Tocantins, sendo utilizado inclusive em ações sociais em convênio com a prefeitura da cidade. 
Foi em 2015 que a empresa iniciou a expansão que a transformou em rede. Em junho daquele ano, instalou um complexo de duas salas no Cento Comercial Diamond, primeiro do gênero a ser dotado de cinema na cidade de Paragominas. Ainda no estado do Pará, o Grupo Mobi Cine reabriu o complexo de três salas do Tucuruí Shopping Center, que havia fechado as portas em maio de 2015. Inaugurado pela rede Moviecom em novembro de 2005, esse cinema chegou a funcionar nos últimos sete anos de forma independente, administrado pelo próprio shopping onde se instalara e tendo a Moviecom como programadora, até o encerramento das atividades em virtude da necessidade de modernização e digitalização (substituição dos equipamentos de projeção em 35mm pelos digitais). Coube ao Grupo Mobi Cine reativá-lo e realizar esta modernização.

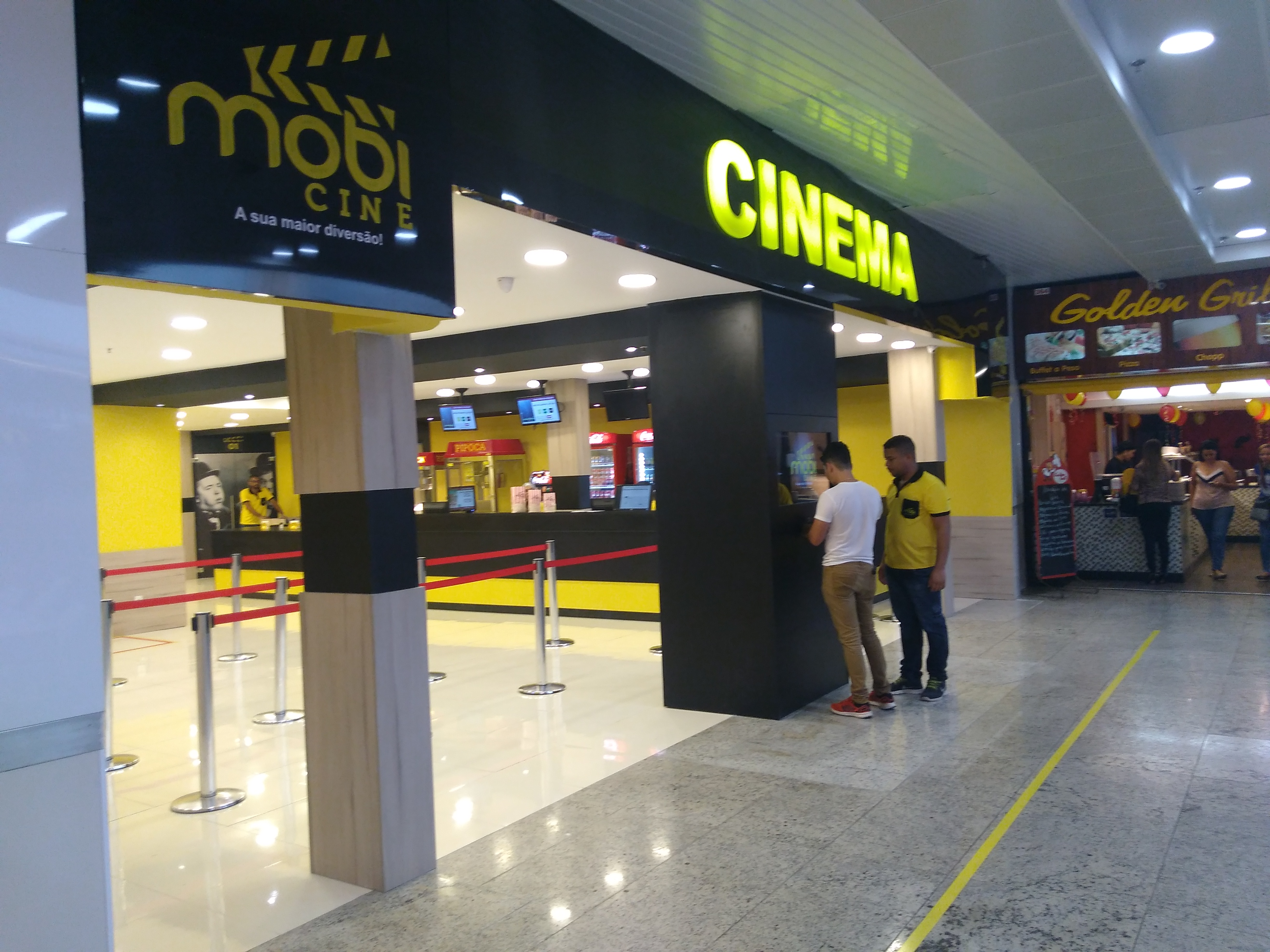
Grupo Mobi Cine Salvador: o primeiro em uma capital de estado

Em abril de 2016, foi a vez da cidade Nossa Senhora da Glória receber o seu primeiro complexo de cinema, no Avelan Shopping, que também foi o primeiro no interior de Sergipe (só a Região Metropolitana de Aracaju dispunha de salas até então). Já o município de Gurupi, no estado do Tocantins, recebeu em dezembro um complexo de cinemas no estilo "stand alone", com disponibilização de outros serviços de alimentação e lazer, como choperia, parque de de recreação indoor, etc.  A abertura do complexo no shopping Center Lapa de Salvador, em 17 de agosto de 2018, marcou a presença na primeira capital, uma vez que os demais estão instalados em cidades do interior.

### Cinema no interior
Redes interioranas de cinema, como Cine Laser, Cinemaxx, Pinheiro Cinemas e Premier Cinemas não costumam chamar a atenção da mídia e dos analistas de mercado, por não exibirem números expressivos e tampouco dominarem grandes fatias do mercado cinematográfico. Ao lado dos pequenos exibidores independentes, se constituem na única possibilidade de acesso à sétima arte nas cidades médias e pequenas, já que seus mercados não interessam às grandes redes exibidoras, como Cinemark, Cinépolis, Kinoplex e UCI Cinemas.
Em virtude desse desinteresse, alguns shoppings tem exercido o papel de exibidor, passando a gerenciar os seus cinemas. Foi o caso do Shopping Costa Dourada, da cidade de Cabo de Santo Agostinho, inaugurado em 6 de junho de 2012, cujos proprietários alegaram não encontrar “empresa exibidora que trouxessem um cinema com a qualidade desejada”. Em 14 de julho de 2016, os investidores do Shopping Cidade Luz, da cidade de Guarabira, Paraíba, fundaram a empresa Cinemaxxi Cidade Luz, face a indisponibilidade de empresas que aceitassem a concessão.
A ausência de salas exibidoras no interior transformou o Brasil em um imenso deserto cinematográfico, o que chamou a atenção do governo brasileiro. Para sanar o problema, lançou o programa “Cinema Perto de Você”, instituído pela Lei 12.599/2012, que estabelecia incentivos fiscais para a abertura de novos cinemas. Um dos seus eixos, nomeado de “Cinema da Cidade”, além de exigir o apoio de governos estaduais e prefeituras locais, determinou que “...a operação dos cinemas deverá ser feita, preferencialmente, por empresa exibidora privada selecionada em procedimento público”. Tal condição poderá favorecer aos pequenos exibidores, que de empresas de abrangência local ou regional podem se tornar grandes ou médios exibidores, de atuação nacional, a exemplo da Moviecom, Cine A e Grupo Cine, que principiaram suas atividades de forma modesta.

## Público
Abaixo a tabela de público e sua evolução de 2014 a 2019, considerando o somatório de todas as suas salas a cada ano. A variação mencionada se refere à comparação com os números do ano imediatamente anterior. Os dados de 2014 e 2015 foram extraídos do Database Brasil. Já os dados de 2016 em diante procedem do Relatório "Informe Anual Distribuição em Salas Detalhado", do Observatório Brasileiro do Cinema e do Audiovisual (OCA) da ANCINE.
É possível perceber um crescimento na ordem 825,82% no período elencado. Graças à expansão da rede, tangida pela abertura de novos complexos, o Grupo Mobicine logrou crescimento expressivo até mesmo entre 2017 e 2019, correspondente à 189,28%, período este de forte retração no público brasileiro. 
| Ano  | Público total | Ranking no país | Market Share | Variação |
| ---- | ------------- | --------------- | ------------ | -------- |
| 2014 | 43 918        | n.d.            | n.d.         | ano-base |
| 2015 | 73 534        | n.d.            | 0,04%        | 49,10%   |
| 2016 | 140 789       | 46º             | 0,08%        | 91,46%   |
| 2017 | 234 377       | 39º             | 0,13%        | 66,47%   |
| 2018 | 290 524       | 36º             | 0,18%        | 23,96%   |
| 2019 | 407 277       | 35º             | 0,18%        | 40,19%   |